# Caminho de sirga

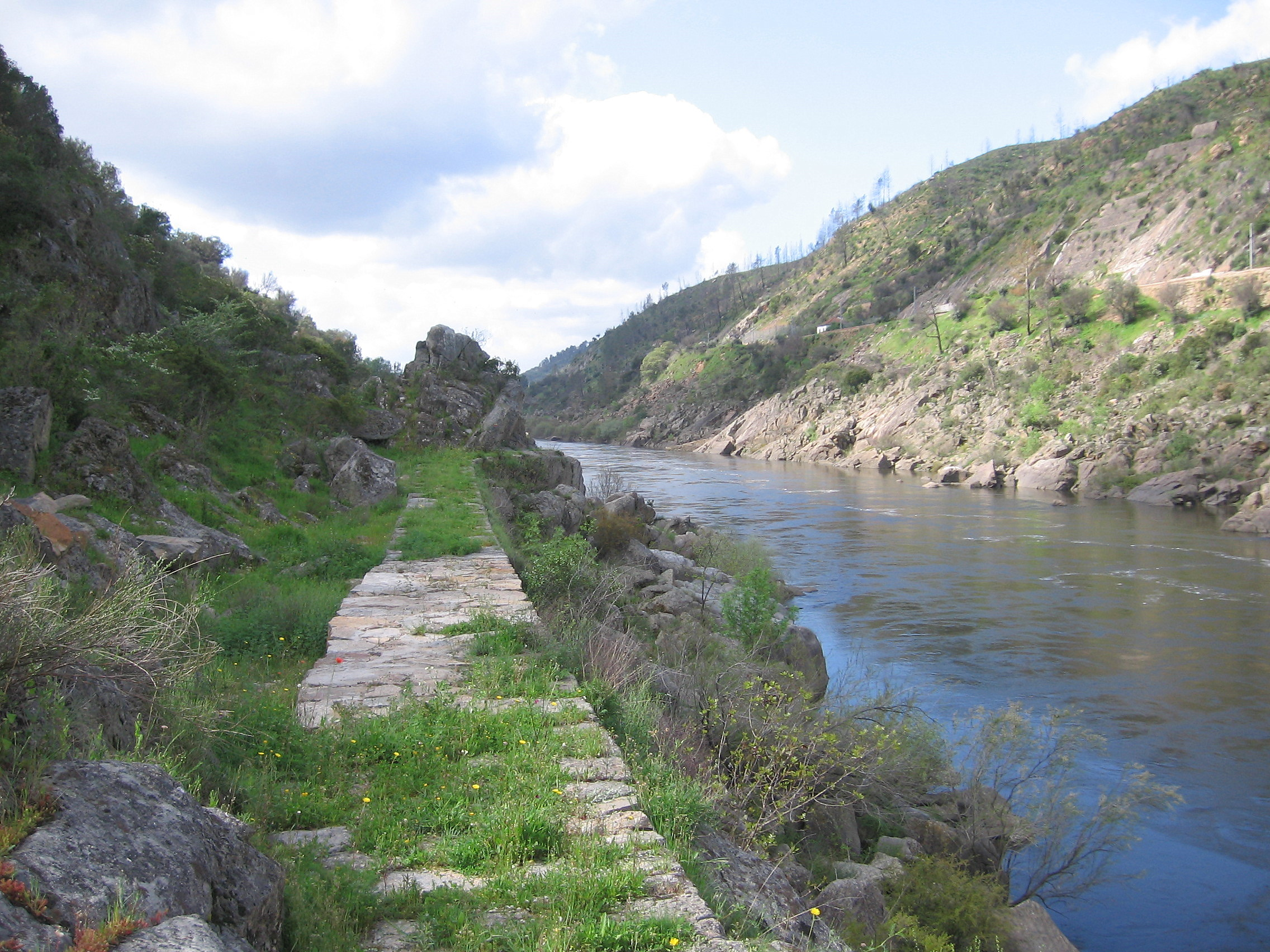
Antigo muro de sirga na margem esquerda do rio Tejo, a jusante da barragem de Fratel

Um caminho de sirga é um caminho ao longo das margens de um rio ou canal e que tem como objectivo permitir a tracção de barcos por meio de animais ou pessoas. A sirga era o cabo de sisal utilizado para rebocar os barcos a partir da margem.
Esta solução era frequentemente utilizada quando a navegação à vela era impossível, por exemplo devido à existência de correntes fortes.
Com a chegada da navegação a motor e do caminho-de-ferro, os caminhos de sirga foram perdendo a utilidade, sendo abandonados ou reconvertidos, nomeadamente para actividades de lazer.

## Lista de caminhos de sirga
- Muro de sirga do Tejo
- Muro de sirga do Douro
- Canal de Castela